# Agustí Valls
Agustí Valls (Tortosa, ? - 1652) fou un prelat cistercenc català.

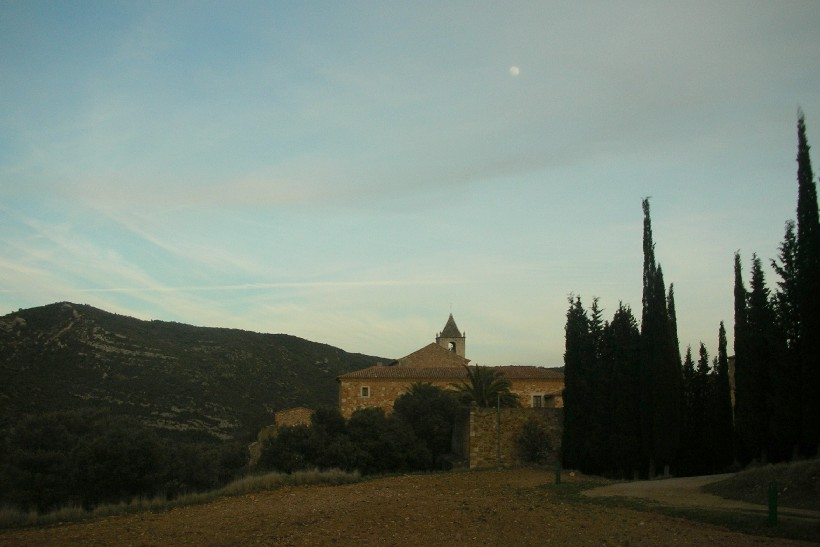
Monestir de Benifassà

Després d'haver pres l'hàbit, estudià tres anys de teologia a València. Succeí durant un quadrienni, en el càrrec d'abat de Benifassà, en fra Andrés Cabrera. Al principi del seu quadrienni anà a Benifassà, i hi va romandre una bona temporada el bisbe de Tortosa Agostino Spinola Basadone.
Agustí Valls va concórrer a les Corts de Montsó, convocades per Felip IV de Castella, del qual assolí algunes mercès, i donà un gran impuls al plet contra Morella. El 1628, acabà el seu primer quadrienni i el 1640 fou elegit de bell nou. Durant aquest període se celebrà a Ulldecona el Capítol general de l'orde del Cister, que havia de tenir lloc a Catalunya, però que no va poder celebrar-se per haver esclatat la sedició de Felip IV. A ell acudiren fins a 14 abats d'altres tants monestirs bernards, entre ells el de Poblet, Santes Creus, Rueda, Veruela, Valldigna i Benifassà, representat aquest per Agustí Valls. Tan important esdeveniment tingué lloc l'octubre de 1640, i forma època en els “Annals d'Ulldecona” i en els de l'orde cistercenc.
Aquest abat acollí en el seu monestir als patricis tortosins germans Miravalls, que si refugiaren fugint de les ires populars que ocorri-ren a Tortosa el 1640. Per aquest motiu pati grans disgustos en el seu govern, perquè a causa de la guerra entre Espanya i França el país es veia assolat, no tan sols pels francesos, sinó també per molts malfactors i soldats espanyols, arribant a l'extrem d'haver entrat amb violència dintre el monestir i furtat tot el que hi havia allà dintre.
Cessà en el seu càrrec com abat el 1644.